# Oran (tỉnh)
Oran (tiếng Ả Rập: ولاية وهران ) là một tỉnh ở Algérie, tỉnh lỵ là thành phố có cùng tên.

## Địa lý
Tỉnh này nằm ở tây bắc Algérie. Dân số của tỉnh là 1.443.052 and it covers a total area of 2.114 km². Tỉnh này giáp các tỉnh: phía đông là Mostaganem, phía đông nam là Mascara, phía nam và tây là Sidi Bel Abbes, còn phía tây giáp Aïn Témouchent.

## Lịch sử
Tỉnh này được lập từ tỉnh Oran thuộc Pháp theo sắc lệnh năm 1968. Năm 1974, phía nam và tây của tỉnh được tách ra để lập tỉnh mới tỉnh Sidi Bel Abbès.

## Các đơn vị hành chính
Đến thời điểm năm 1984, tỉnh Oran gồm 13 huyện và 38 đô thị. Các huyện bao gồm:
- Aïn El Turk
- Arzew
- Bethioua
- Es Sénia
- Bir El Djir
- Boutlélis
- Oued Tlélat
- Gdyel
- Oran